# Jean Marteilhe
Jean Marteilhe, né vers 1684 à Bergerac (Périgord) et mort en 1777 à Culemborg aux Pays-Bas, est un huguenot condamné aux galères sous Louis XIV. Il a écrit ses mémoires, publiés en 1757.

## Biographie
Il naît vers 1684 à Bergerac, de Isaac et Anne Lavergne, marchands calvinistes. En 1685 a lieu la révocation de l'édit de Nantes. Le 22 novembre 1701, à 17 ans, il est condamné à Tournai, aux galères perpétuelles pour sortie du Royaume. Il passe par Dunkerque, au Havre, à Marseille, sur les navires La Palme et La Grande. 
En 1713, sous les pressions répétées de la reine de Grande-Bretagne Anne, un grand nombre de protestants sont libérés à la condition de sortir du royaume de France. Jean Marteilhe est libéré le 17 juin 1713. Il s'exile à Genève puis à Amsterdam. Le 22 janvier 1719 il épouse Bernardine Halloy. Il écrit alors dans un livre autobiographique, Mémoires d'un galérien du Roi-Soleil, où il décrit son parcours au travers de la France et sa vie de galérien. L'ouvrage est publié pour la première fois à Rotterdam en 1757,,. Le 6 novembre 1777, il meurt à Culemborg, dans le sud-ouest de la province de Gueldre aux Pays-Bas,.